# Sirkka-Liisa Wilén
Sirkka-Liisa Wilén (16 de octubre de 1927-25 de agosto de 2015) fue una actriz cinematográfica y televisiva finlandesa.

## Biografía
Nacida en Kuusankoski, en la actualidad parte de Kouvola, Finlandia, utilizó también los nombres artísticos Sirkka-Liisa Vilen, Sirkka Liisa Wilen y Sirkka Wilén. 
Fallecida en el año 2015, había estado casada con el actor y director Aimo Hiltunen.

## Filmografía (selección)
- 1945 : Kyläraittien kuningas
- 1947 : Tuhottu nuoruus
- 1948 : Kiikan lapset
- 1949 : Pontevat pommaripojat
- 1952 : Silmät hämärässä
- 1952 : Lännen lokarin veli
- 1952 : ...ja Helena soittaa
- 1953 : Senni ja Savon sulttaani
- 1953 : Pekka Puupää
- 1953 : Kolmiapila
- 1954 : Majuri maantieltä
- 1954 : Kovanaama
- 1954 : Hei, rillumarei!
- 1955 : Onni etsii asuntoa
- 1955 : Helunan häämatka
- 1957 : Vääpeli Mynkhausen
- 1957 : Pikku Ilona ja hänen karitsansa
- 1957 : Pekka ja Pätkä sammakkomiehinä
- 1959 : Kovaa peliä Pohjolassa
- 1961 : Rakas...
- 1988 : Nuoruuteni savotat